# IC 316/2
IC 316/2 је спирална галаксија у сазвијежђу Персеј која се налази на листи објеката дубоког неба у Индекс каталогу.
Деклинација објекта је + 41° 55' 55" а ректасцензија 3h 21m 19,9s. Привидна величина (магнитуда) објекта IC 316 износи 14,1 а фотографска магнитуда 14,9. IC 3162 је још познат и под ознакама UGC 2688, CGCG 540-112, IRAS 03179+4145, PGC 12578.